# Agnestad damm
Agnestad damm är en sjö i Falköpings kommun i Västergötland och ingår i Göta älvs huvudavrinningsområde. Sjön ligger vid en park vid Agnestad gård och är omkring en hektar stor. 